# Caille de Nouvelle-Zélande
Coturnix novaezelandiae
Espèce
Statut de conservation UICN

 EX  : Éteint
La Caille de Nouvelle-Zélande (Coturnix novaezelandiae) est une espèce d'oiseaux de la famille des Phasianidae éteinte depuis 1875.
La caille de Nouvelle-Zélande était endémique de Nouvelle-Zélande (île de la Grande Barrière, île du Nord et île du Sud), où elle était assez commune jusqu’au milieu du XIXe siècle. Elle fréquentait les espaces ouverts et les collines herbeuses. Ses mœurs étaient semblables à ceux de la Caille des chaumes (C. pectoralis) avec laquelle elle semble être étroitement apparentée. Quelques auteurs considèrent d’ailleurs cette dernière comme une sous-espèce de C. novaezelandiae (Hennache & Ottaviani 2011).
Son déclin a été très rapide et elle a été considérée comme éteinte en 1875. Sa disparition a d'abord été attribuée aux feux de brousse à répétition, à la prédation par les animaux domestiques et au surpâturage par les moutons. Plus récemment, cette rapide extinction a été imputée à des maladies qui auraient été transmises par du gibier issu d’élevage et relâché (Knox & Walters 1994).